# Hardgras
Hardgras (Catapodium) is een geslacht uit de grassenfamilie (Poaceae). De soorten van dit geslacht komen voor in delen van Afrika, Amerika, Australië, Azië en Europa.

## Soorten
Van hardgras zijn de volgende soorten bekend:
- Catapodium balearicum (Willk.) H.Scholz
- Catapodium borgesii H.Scholz
- Catapodium demnatense (Murb.) Maire & Weiller
- Catapodium hemipoa (Delile ex Spreng.) Lainz
- Catapodium mamoraeum (Maire) Maire & Weiller
- Catapodium marinum (L.) C.E.Hubb.
- Catapodium pauciflorum (Merino) Brullo, Giusso, Miniss. & Spamp.
- Catapodium rigidum (L.) C.E.Hubb. ex Dony
- Catapodium zwierleinii (Lojac.) Brullo